# Tumeremo
Tumeremo est une ville de l'État de Bolívar au Venezuela, capitale de la division territoriale et statistique de Section capitale Sifontes et chef-lieu de la municipalité de Sifontes. La ville est fondée le 26 janvier 1788.

## Culture et patrimoine

### Personnalités
Tumeremo est le lieu de naissance de l'ichtyologue Francisco Mago Leccia (1931-2004) et de la première Miss Venezuela Sofía Silva Inserri (1929-2011)